# Кумадже, Крист
Жан Марк Крист Кумадже (англ. Jean Marc Christ Koumadje; род. 7 июля 1996, Нджамена) — чадский профессиональный баскетболист, играющий на позиции центрового.

## Карьера
В 2019 году выпускник университета штата Флориды начал свою профессиональную карьеру в G-Лиге в составе «Делавэр Блю Коатс» (фарм-команда «Филадельфии Севенти Сиксерс»), где провёл 33 матча и набирал в среднем 11,3 очка, 11,0 подбора, 4,2 блок-шота, 0,8 передачи и 0,6 перехвата.
4 января 2020 года в матче против «Лонг-Айленд Нетс» (111:88) Кумадже записал на свой счет трипл-дабл из 12 очков, 16 подборов и 12 блок-шотов.
По итогам сезона 2019/2020 Кумадже был признан лучшим оборонительным игроком G-Лиги.
Сезон 2020/2021 Кумадже начинал в «Эстудиантесе» и принял участие в 6 матчах чемпионата Испании.
В декабре 2020 года Кумадже перешёл в «Автодор», но в феврале 2021 года саратовский клуб использовал предусмотренную опцию выхода из 2-летнего контракта. В 5 матчах Единой лиги ВТБ средняя статистика Криста составила 1,2 очка и 1,2 подбора.
Свою карьеру Кумадже продолжил в «Альбе», подписав контракт до конца сезона 2022/2023. В составе команды Крист стал чемпионом Германии в сезонах 2020/2021 и 2021/2022.
В июле 2023 года Кумадже продлил контракт с «Альбой» до окончания сезона 2025/2026.
В ноябре 2024 года стал игроком «Шаньдун Хай-Спид Кирин».

## Достижения
- Чемпион Германии (2): 2020/2021, 2021/2022
- Обладатель Кубка Германии: 2021/2022